# Зграда Скупштине општине Зајечар
Зграда Скупштине општине Зајечар, данас зграда Зајечарског управног округа налази се у склопу централног градског трга у Зајечару. Уписана је у листу заштићених споменика културе Републике Србије од 1985 године (ИД бр. СК 996). 

## Карактеристике
Иако започета још 1909 године, радови на згради Општинског дома били су прекинути због почетка Првог светског рата. Завршена је 1923. године за време првог мандата тадашњег градоначелника Милана Миљковића. Састоји се из приземља са локалима, и спрата у коме су службене просторије. Симетричне фасадне површине наглашене су средишњим ризалитом у чијем је саставу главна улазна партија смештена у приземљу. Све ово одражава се и на спољну композицију, са просторно наглашеним средишњим ризалитом у свом саставу и по вертикали са надвишеним фасадним зидом и кровним завршетком попут мансардног четвороводног. Објекат носи у себи одређене стилске карактеристике са обележјем архитектонских праваца у периоду после 1920. године, те представља материјални докуменат архитектонског развоја Зајечара кроз ближу историју. Објекат је до данашњих дана претрпео незнатне измене у приземљу.   